# Electric Six
Electric Six ist eine aus Detroit stammende Rockband, die in den Genres Hard Rock, Funk und Disco beheimatet ist.

## Bandgeschichte

### Gründung vonThe Wildbunch
Im Jahr 1996 wird die Band um Dick Valentine (bürgerlich Tyler Spencer, Gesang und Liedtexte), Rock and Roll Indian (bürgerlich Anthony Selph, Gitarre), Surge Joebot (Gitarre), Disco (bürgerlich Steve Nawara, E-Bass) und M (bürgerlich Cory Martin, Schlagzeug) als The Wildbunch gegründet. Tait Nucleus (Keyboard, Synthesizer) stößt später dazu.
Die Band wechselt häufig ihre Mitglieder. So spielen über die Zeit insgesamt vier Gitarristen, vier Bassisten, fünf Keyboarder und drei Schlagzeuger. In der ersten Zeit veröffentlicht die Band nur wenige Stücke, stattdessen tritt sie häufig in der Umgebung von Detroit auf, und die Mitglieder genießen nach eigenen Angaben das Musikerdasein.
Mit der Single Danger! High Voltage und einem dazugehörigen Musikvideo schafft Electric Six schließlich 2002 den Durchbruch. Insbesondere in Großbritannien, wo die Single Platz 2 der Charts erreicht, hat die Band Erfolg. Einem Gerücht zufolge hat Jack White von The White Stripes das Stück mitproduziert.

### Umbenennung inElectric Six
Da eine aus Bristol stammende DJ- und MC-Gruppe aus den 1980ern bereits den Namen The Wildbunch trägt, die später in Massive Attack aufgeht, wird die Band schließlich in Electric Six umbenannt.
Im Jahr 2003 erscheint das erste Album Fire unter dem neuen Bandnamen. Kurz nach dem Erscheinen des Albums verlassen Rock and Roll Indian, Surge Joebot und Disco die Gruppe und werden durch John R. Dequindre, Johnny Na$hinal und The Colonel ersetzt.
Von Queen covern sie 2004 das Lied Radio Ga Ga, was Empörung unter Queen-Fans hervorruft, da Dick Valentine im zugehörigen Musikvideo als Geist von Freddie Mercury auf dessen Grab tanzt. Nach Aussage der Band wollte man lediglich zeigen, wie Mercury für dreieinhalb Minuten wieder zum Leben erweckt wird.
Señor Smoke erscheint im Februar 2005. In der Zwischenzeit wird ihr Lied Danger! High Voltage auch auf dem Soundtrack zu Drei Engel für Charlie – Volle Power veröffentlicht.
2006 veröffentlicht man das dritte Werk Switzerland, welches, laut Aussage der Band, den Titel in der Hoffnung trägt, man würde aufgrund dessen in die Schweiz eingeladen werden. Dick Valentine betitelte es als „das beste Werk“, welches Electric Six bis dahin veröffentlicht habe, und man sei bemüht, für jedes einzelne Lied ein Musikvideo zu drehen.
Ein Jahr nach ihrem 2007 erschienenen Album I Shall Exterminate Everything Around Me That Restricts Me From Being the Master folgte im Oktober 2008 bereits das fünfte Studioalbum namens Flashy.
Momentan besteht die Band aus der Besetzung Dick Valentine (Gesang), Tait Nucleus? (Keyboard, Synthesizer), John R. Dequindre (E-Bass), Johnny Na$hinal (Lead-Gitarre), The Colonel (Lead-Gitarre) und Percussion World (Schlagzeug).

## Diskografie

### AlsThe Wildbunch

#### Alben
- 1997: Don’t Be Afraid of the Robot
- 1998: Live at the Gold Dollar

#### Singles
- 1996: I Lost Control (of My Rock ’n’ Roll)
- 1997: The Ballade of MC Sucka DJ
- 2001: Danger! High Voltage

### AlsElectric Six

#### Alben
- 2003: Fire
- 2005: Señor Smoke
- 2006: Switzerland
- 2007: I Shall Exterminate Everything Around Me That Restricts Me from Being the Master
- 2008: Flashy
- 2009: Kill
- 2010: Zodiac
- 2011: Heartbeats and Brainwaves
- 2012: Absolute Pleasure (Live)
- 2013: Mustang
- 2014: Human Zoo
- 2015: Bitch, Don’t Let Me Die!
- 2016: Fresh Blood For Tired Vampyres
- 2017: How Dare You?
- 2018: Bride of the Devil
- 2021: Streets of Gold
- 2023: Turquoise

#### Singles
- 2002: Danger! High Voltage
- 2003: Gay Bar
- 2003: Dance Commander
- 2004: Radio Ga Ga